# Circ en ferro
Circ en ferro (francès: Circ en fer, alemany: Eisen Zirkus) és un conjunt escultòric realitzat per Rolf Knie i Miquel Sarasate, situat als Jardins de Sant Joan de Déu de Barcelona.

## Història i descripció
Inaugurat el 20 de març del 1996, va ser finançat per l'empresa d'assegurances Winterthur (actualment AXA), que hi tenia la seu central, i donat l'any següent a l'Ajuntament de Barcelona. El títol, en francès i alemany, al·ludeix al material amb què és fet -encara que, de fet, no és ferro, sinó acer corten, amb un pes total de 16 tones- i a la temàtica circense que vincula les diferents figures i elements que el formen entorn d'una anella de 7 m de diàmetre. Rolf Knie té vinculacions familiars amb el món del circ.
L'escultura concentra en una superfície circular de pocs metres de diàmetre alguns dels animals i actors claus -elefants, pallassos- que pertanyen a l'espectacle del circ. L'obra, com si estigués feta d'una sola peça de ferro, reuneix elements reals que es troben a l'espai de la pista del circ quan s'arriba al moment culminant d'un espectacle.
Rolf Knie és un artista polifacètic -domador d'animals salvatges i cavalls, actor de cine i teatre, pintor, escultor- que ha plasmat la seva fascinació per l'espectacle del circ al món de l'art i del disseny. S'ha dedicat enèrgicament a dibuixar els seus estimats animals i els moments viscuts i imaginats més memorables de la seva carrera. D'una banda, es coneixen les seves pintures i els seus dibuixos alegres, que en algunes ocasions serveixen de punt de partida per a la creació de personatges, objectes i mobles en la línia d'un disseny lúdic.
D'altra banda, l'escultura transmet un homenatge al món del circ, i a la memòria del temps i a la seva ubicació a la ciutat de Barcelona que l'emmarca. L'obra, que evoca uns immensos cavallets de ferro oxidat, està instal·lada en un lloc de pas, a la cruïlla dels carrers de Constança i Déu i Mata, un punt de confluència de dues escoles d'educació primària i secundària, d'un poliesportiu municipal, i els Jardins de Sant Joan de Déu, davant de la sortida de l'aparcament del centre comercial l'Illa Diagonal.